# Карл Генце
Карл Генце (нім. Karl Henze; 20 січня 1916, Гольцмінден — 25 вересня 1985, Нойнкірхен-Зельшайд) — німецький льотчик штурмової авіації, майор люфтваффе вермахту, оберст люфтваффе бундесверу. Кавалер Лицарського хреста Залізного хреста з дубовим листям.

## Біографія
В 1936 році вступив у люфтваффе. Закінчив авіаційне училище. В 1937 році зарахований в 1-у ескадрилью 165-ї (з травня 1939 — 77-ї) ескадри пікіруючих бомбардувальників. Учасник Польської, Французької і Балканської кампаній, а також Німецько-радянської війни, командир 1-ї ескадрильї. 29 липня 1943 року здійснив свій 800-й бойовий виліт. З 12 грудня 1943 року — командир 1-ї групи своєї ескадри. 26 березня 1944 року здійснив свій 1000-й бойовий виліт. З 15 листопада 1944 року — командир 102-ї, з 2 лютого 1945 року — 103-ї, з 1 квітня 1945 року — 151-ї ескадри підтримки сухопутних військ. Всього за час бойових дій здійснив приблизно 1100 бойових вильотів. 16 березня 1956 року вступив у ВПС ФРН. З 1 квітня 1959 по 30 вересня 1963 року — командир 35-ї винищувально-бомбардувальної ескадри. 30 вересня 1970 року вийшов у відставку.

## Нагороди
- Нагрудний знак пілота
- Залізний хрест
  - 2-го класу (27 вересня 1939)
  - 1-го класу (28 травня 1940)
- Почесний Кубок Люфтваффе (24 листопада 1941)
- Німецький хрест в золоті (13 січня 1942)
- Лицарський хрест Залізного хреста з дубовим листям
  - лицарський хрест (15 липня 1942) — за 430 бойових вильотів.
  - дубове листя (№ 481; 20 травня 1944) — за понад 1000 бойових вильотів.
- Авіаційна планка бомбардувальника в золоті з підвіскою